# Architis
Architis là một chi nhện trong họ Pisauridae.

## Các loài
- Architis altamira Santos, 2007 – Brazil
- Architis amazonica (Simon, 1898) – Brazil
- Architis brasiliensis (Mello-Leitão, 1940) – Brazil
- Architis capricorna Carico, 1981 – Brazil, Argentina
- Architis catuaba Santos, 2008 – Brazil, Peru
- Architis colombo Santos, 2007 – Brazil
- Architis comaina Santos, 2007 – Peru
- Architis cymatilis Carico, 1981 – Trinidad, Colombia to Brazil
- Architis dianasilvae Santos, 2007 – Peru
- Architis erwini Santos, 2007 – Ecuador
- Architis fritzmuelleri Santos, 2007 – Brazil
- Architis gracilis Santos, 2008 – Brazil
- Architis helveola (Simon, 1898) – Colombia, Ecuador, Brazil
- Architis ikuruwa Carico, 1981 – Guyana, Suriname, Peru, Bolivia
- Architis maturaca Santos, 2007 – Brazil
- Architis neblina Santos & Nogueira, 2008 – Brazil
- Architis robusta Carico, 1981 – Panama, Brazil
- Architis spinipes (Taczanowski, 1874) – Panama, Trinidad to Argentina
- Architis tenuipes (Simon, 1898) – Brazil
- Architis tenuis Simon, 1898 (type) – Panama to Brazil
- Architis turvo Santos, 2007 – Brazil